# Футурошок
Футурошок/футуршок (англ. Future Shock) — шок будущего, защитная психологическая реакция человека или общества на стремительные и радикальные изменения в его окружении, вызванные ускорением темпов технологического и социального прогресса. Термин введён американским социологом и футурологом Элвином Тоффлером в статье, опубликованной в «Horizon» в 1965 году.
Описанное Тоффлером явление, возможно, следовало бы назвать шоком настоящего, поскольку шок вызван столкновением человека с изменениями, уже произошедшими в окружающей среде. 
Шок настоящего вызывается несоответствием между реальностью и картиной реальности в сознании (человек не успел адаптироваться). Подобное несоответствие порождается изменениями, особенно быстрыми, усиливающимся давлением событий, потоком знаний, науки, техники, различного рода информации.
К концу XX века в связи с развитием футурологии и трансгуманизма стало возникать целостное видение будущего, простирающееся настолько далеко вперёд, как никогда раньше. Перед обществом и человеком встала задача приспособиться не только к происходящим изменениям, но и к ожидаемым. То есть требуемая скорость адаптации стала ещё выше, чем во времена Тоффлера. В то же время, современные исследователи признают, что проблема не столь серьёзна, как виделось Тоффлеру.
Общество в целом знает о своих перспективах, но некоторые люди больше узнали о перспективах технологического развития, чем другие. Столкновение (например, в СМИ) с более продвинутой технологией, чем уже знакомые человеку, вызывает шок будущего.
Футурошок может быть не только личным (стресс и дезориентация, которые возникают у людей, испытавших слишком большое количество перемен за слишком короткий срок), но и в рамках страны (региона) и мира (глобальный футуршок).
У некоторых людей вероятность возникновения футурошока вызывает футурофобию.